# Sankt Ansgar Kirke (Köpenhamn)
Sankt Ansgars kyrka, på danska Sankt Ansgar kirke, är domkyrka för alla katoliker i Danmark och församlingskyrka för katolikerna i det centrala Köpenhamn. Kyrkan ligger på Bredgade och invigdes Alla helgons dag, (första november), 1842 och är ett av arkitekten G.F. Hetschs främsta verk. Den är uppförd i klassicistisk stil.
Kyrkan restaurerades åren 1988–1992 i samarbete med danska  Nationalmuseet under ledning av professorn och arkitekten Wilhelm Wohlert.
Kyrkan är namngiven efter Sankt Ansgar, som är Köpenhamns katolska stifts främsta skyddshelgon.
I anslutning till kyrkan finns ett museum. Museet innehåller en samling av artefakter med anknytning till kyrkan, den katolska församlingen och liturgins genomförande. Där vördas också en relik av Lucius I, hans skalle. Det är en av få  helgonreliker som klarade sig genom den danska reformationen.